# Diphyes indica
Diphyes indica är en nässeldjursart som beskrevs av Daniel 1985. Diphyes indica ingår i släktet Diphyes och familjen Diphyidae. Inga underarter finns listade i Catalogue of Life.